# Hradišťan
Hradišťan ist eine tschechische Musikgruppe.

## Geschichte
Hradišťan wurde 1950 in Uherské Hradiště als Zymbalorchester gegründet. Anfangs beschränkte sich das Repertoire der Gruppe auf Folklore. Unter Jiří Pavlica, der 1978 die Leitung von Hradišťan übernahm, öffnete sich deren Stil auch Einflüssen außerhalb der Folklore, blieb aber im Kern ihren Ursprüngen treu.
Seit 1972 wurden über 20 Alben veröffentlicht.

## Diskographie
- 1972: Hraje a zpívá soubor písní a tanců Hradišťan
- 1982: Byla vojna u Slavkova
- 1984: Od večera do rána
- 1986: Vlasta Grycová
- 1986: Zbojné písně moravské
- 1989: Hradišťu, Hradišťu
- 1991: Pokoj Vám...
- 1994: Karel Sháněl a přátelé
- 1994: Vlasta Redl - AG Flek, Hradišťan - Jiří Pavlica
- 1994: Ozvěny duše
- 1996: V Brně na Špilberku stojí vraný kůň
- 1997: Primáš Jaroslav Staněk a Hradišťan v letech 1955 - 1975
- 1997 Svítání
- 1998: Vánoční koncert
- 1998: Moravské koledy
- 1999: O slunovratu
- 2000: Sešli se I.
- 2000: Pavlica/Zrunek - mše
- 2001: Mys dobré naděje
- 2001: Sešli se II.
- 2001: Zpívání o lásce
- 2002: Sešli se III.
- 2003: Sešli se IV.
- 2005: Hrajeme si u maminky
- 2006: Hradišťan Live + Co se nevešlo
- 2007: Chvění - Suita dialogů
- 2009: Studánko rubínko
- 2009: Z hvězdy vyšlo slunce
- 2014: Vteřiny křehké
- 2017: Pozdraveno budiž světlo
- 2020: Dagmar Pecková, Spirituál kvintet, Hradišťan Jiří Pavlica
- 2022: Jiří Pavlica & Hradišťan, Hana a Petr Ulrychovi & Javory Beat